# Mario Velarde
Mario Velarde, teljes nevén Mario Velarde Velázquez (1940. március 29. – 1997. augusztus 19.) mexikói válogatott labdarúgó, középpályás.

## Pályafutása
Klubkarrierje során két csapatban, a Necaxában és az UNAM-ban játszott.
A válogatottal részt vett az 1962-es és az 1970-es vb-n. Mexikó színeiben tizenöt meccsen három gólt szerzett.